# بعثة الاتحاد الأوروبي التدريبية في مالي
بعثة الاتحاد الأوروبي التدريبية في مالي هي بعثة تدريب عسكرية متعددة الجنسيات تابعة للاتحاد الأوروبي ومقرها في باماكو، مالي.
تتكون من 22 عضوًا في الاتحاد الأوروبي (النمسا، بلجيكا، بلغاريا، جمهورية التشيك، إستونيا، فنلندا، فرنسا، ألمانيا، اليونان، المجر، أيرلندا، إيطاليا، لاتفيا، ليتوانيا، لوكسمبورغ، بولندا، البرتغال، رومانيا، سلوفينيا، سلوفاكيا، إسبانيا، السويد) و 6 دول من خارج الاتحاد الأوروبي (ألبانيا وجورجيا ومولدوفا والجبل الأسود والمملكة المتحدة وصربيا) تشارك في هذه المهمة وأرسلت جنودًا إلى جمهورية مالي.

## التفويضات
منذ عام 2013، اتخذ المجلس عدة قرارات. وفقًا لهذه القرارات، تطورت بعثة الاتحاد الأوروبي في مالي نحو طبيعتها الحالية. وأكثرها صلة هي:
- قرار المجلس 2013/34 / CFSP:[1] إنشاء بعثة الاتحاد الأوروبي في مالي
- قرار المجلس 2013/87 / CFSP:[2] إطلاق بعثة بعثة الاتحاد الأوروبي في مالي
- قرار المجلس 2014/220 / CFSP:[3] الولاية الثانية. تم تمديد بعثة الاتحاد الأوروبي في مالي حتى 18 مايو 2016.
- قرار المجلس 2016/446 / CFSP:[4] الولاية الثالثة. تمديد بعثة الاتحاد الأوروبي في مالي حتى 18 مايو 2018.
- قرار المجلس (CFSP) 2018/716:[5] الولاية الرابعة. تمديد بعثة الاتحاد الأوروبي في مالي حتى 18 مايو 2020.

## العلاقات
لدى بعثة الاتحاد الأوروبي التدريبية في مالي روابط مع بعثة الاتحاد الأوروبي لبناء القدرات في مالي، وبعثة الأمم المتحدة المتكاملة لتحقيق الاستقرار في مالي، وعملية برخان في شمال مالي، والتي تشترك معها بعثة الاتحاد الأوروبي في نفس الهدف، لمساعدة مالي على تحرير شمال أراضيها. على الرغم من ذلك، فإن مهمة بعثة الاتحاد الأوروبي في مالي هي مهمة التدريب والمشورة.

## قائد بعثة الاتحاد الأوروبي التدريبية في مالي
- القائد الثاني عشر - العميد كريستيان هابرساتر (النمسا) (من 29 مايو 2019 إلى 11 ديسمبر 2019) [6]
- القائد الثالث عشر - العميد جواو بيدرو راتو بوجا دي أوليفيرا ريبيرو (البرتغال) (من 12 ديسمبر 2019)

## روابط خارجية
- موقع البعثة الرسمي